# Indomptables (film)
Ne doit pas être confondu avec Indomptables (série) ou Les Indomptables (film).
Pour les articles homonymes, voir Indomptable.
Pour plus de détails, voir Fiche technique et Distribution.
Indomptables est un film policier franco-camerounais réalisé par Thomas Ngijol et sorti en 2025. Il s'agit d'une adaptation cinématographique du documentaire Un crime à Abidjan (1999) de Mosco Boucault.
Il est présenté à la Quinzaine des cinéastes du festival de Cannes 2025.

## Synopsis
À Yaoundé au Cameroun, le commissaire Billong enquête sur le meurtre d’un officier de police. Cette enquête va mettre en danger sa famille et le feu aux poudres dans la capitale.

## Fiche technique
Sauf indication contraire, les informations mentionnées dans cette section peuvent être confirmées par les bases de données cinématographiques IMDb et Allociné,  présentes dans la section « Liens externes ».
- Titre original : Indomptables
- Réalisation : Thomas Ngijol
- Scénario : Thomas Ngijol, d'après le documentaire Un crime à Abidjan (1999) de Mosco Boucault
- Musique : Dany Synthé et Isko
- Photographie : Patrick Blossier
- Montage : Cécile Lapergue
- Société(s) de production : Why Not Productions
- Producteur exécutif : Youssef Jouini
- Directrice de la production : Anaïs Lonkeu
- Société(s) de distribution : Pan Distribution (France), Goodfellas (international)
- Budget : 1,2 million d'euros
- Pays de production :  France -  Cameroun
- Langue originale : français
- Format : couleur
- Genre : policier
- Durée : 81 minutes
- Dates de sortie :
  - France : 20 mai 2025 (festival de Cannes - Quinzaine des cinéastes) ; 11 juin 2025 (sortie nationale)

## Distribution
- Thomas Ngijol : le commissaire Billong
- Danilo Melande : Etamé
- Bienvenu Roland Mvoe : Patou
- Thérèse Ngono : Odette
- Junior Bessala : Arthur
- Dimitri Amougou : Junior
- Christol Djomo : Daniel
- Terrence Samba : Bienvenue
- Olivier Fomedjo : Poutine
- Gaston Tsinapi : Blacky
- Janvier Paul Nwind : Pépé
- Ariana Ntomba : Adeline
- Alain Zé : Yssa Yinkou

## Production
Le film s'inspire du documentaire documentaire Un crime à Abidjan de Mosco Boucault sorti en 1999
Le tournage a lieu au Cameroun courant 2024,.

## Distinctions

### Sélections
- Festival de Cannes 2025 : Quinzaine des cinéastes[4],[2]